# Schüttgut (Zell am See)

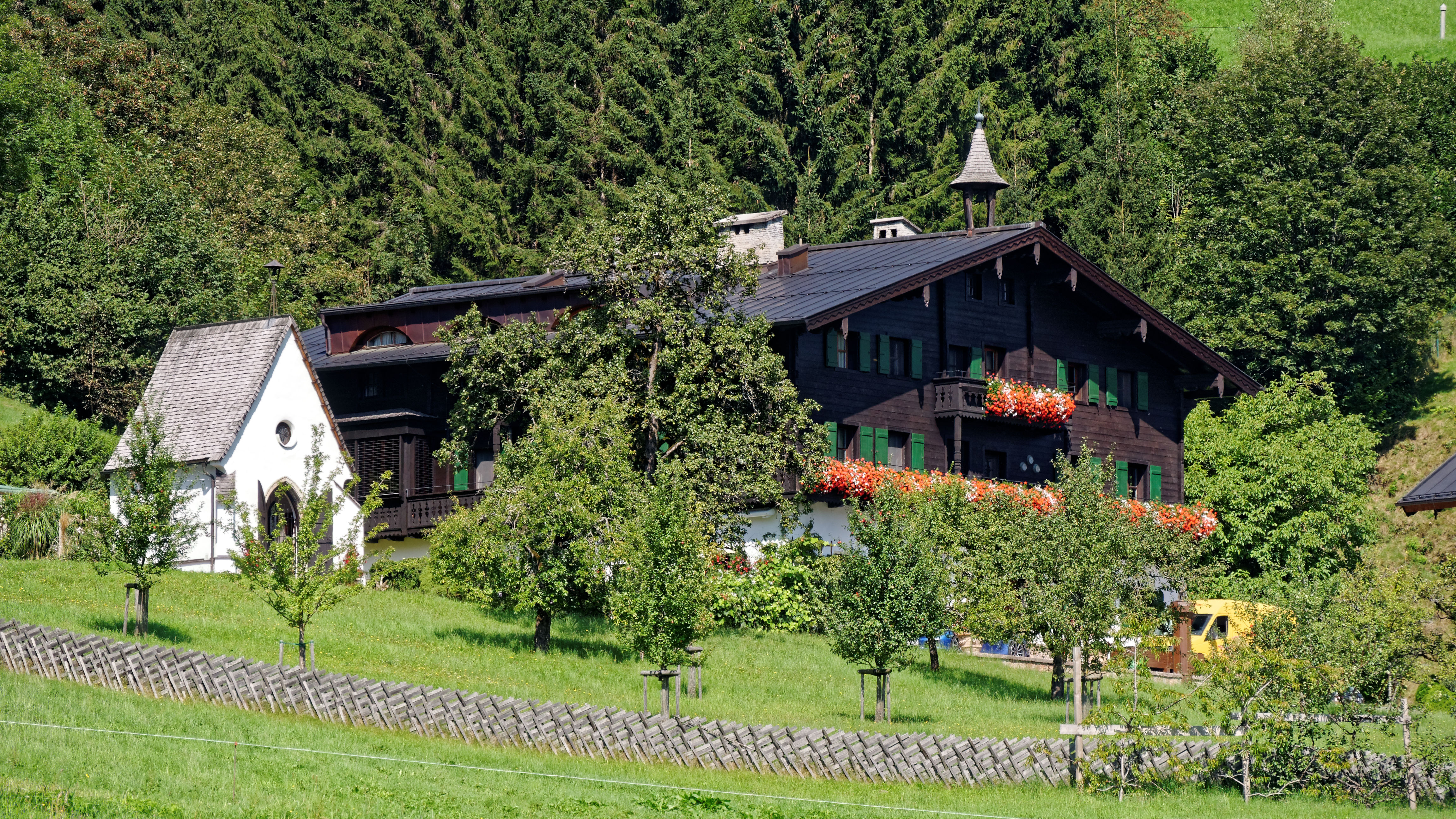
Schüttgut: Haupthaus mit Hauskapelle

Das Schüttgut ist ein Gutshof im Ortsteil Schüttdorf von Zell am See. 

## Geschichte
Das auf einem Abhang gelegene, mehr als 600 Jahre alte Anwesen wurde 1941 von Ferdinand Porsche erworben, nachdem es sein Sohn Ferry Porsche in den dreißiger Jahren auf einer seiner ausgedehnten Autotouren zufällig entdeckt hatte. Auf dem Schüttgut brachten die Familien Porsche und Piëch während des Zweiten Weltkriegs ihre  Kinder in Sicherheit.
Das Schüttgut ist bis heute der Stammsitz der Familien Porsche und Piëch.

## Beschreibung
Das Schüttgut wird heute als Landwirtschaft mit 200 Rindern geführt. Zwei große Wirtschaftsgebäude und eine kleine, weiß getünchte Kapelle (siehe unten) gruppieren sich um einen Pinzgauer Bauernhof mit einem aus Stein gemauerten Erdgeschoß und hölzernem Obergeschoß.

## Hauskapelle
Neben dem Haupthaus gibt es auf dem Areal auch eine Hauskapelle, in der die Urnen mehrerer Familienmitglieder bestattet sind. An der Stirnseite der Kapelle befindet sich ein schlichter Altar mit Kreuz und einer Pietà. Am Altarsockel ist die Gedenktafel für Ferdinand Porsche angebracht. Vom Eingang aus gesehen zu seiner Rechten erinnern Gedenktafeln an Ferdinand Porsches Tochter Louise und an seinen Sohn Ferry, die Tafel für dessen Ehefrau Dorothea hat ihren Platz direkt daneben. An der gegenüber liegenden Kapellenwand ist die Gedenktafel für Louises Ehemann Anton Piëch angebracht. Vier Bodenplatten ermöglichen den Zugang zur Treppe in die Gruft, eine schmiedeeiserne Gittertür verschließt den Eingang zur Hauskapelle. Außer den bereits Genannten sind in der Hauskapelle des Schüttgutes auch Ferdinand Porsches Frau Aloisia und Ferry Porsches Sohn Ferdinand Alexander in Urnen beigesetzt.